# Рейц, Александр Магнус Фромгольд фон
Александр Магнус Фромгольд (Александр Фёдорович) фон Рейц (нем. Alexander Magnus Fromhold von Reutz; 28 июля (8 августа) 1799 — 2 (14) июля 1862) — историк русского права, педагог, статский советник.

## Биография
Немец по происхождению, родился 28 июля (8 августа) 1799 года в местечке Рестгоф Дерптского уезда Лифляндской губернии (ныне — Ресту волости Сангасте уезда Валгамаа, Эстония). Первоначальное воспитание и обучение получил в родительском имении Гуммельсгоф (ныне — Хуммули в волости Хуммули уезда Валгамаа Эстонии), в 1814 году поступил в Дерптскую гимназию, после её окончания в 1817 году поступил на богословский факультет Дертского университета;  вскоре перевёлся на юридический факультет.
С 1820 года, ещё будучи студентом, получил разрешение преподавать в университете под надзором профессора Ивана Егоровича Неймана специальную часть российского уголовного права. По окончании учёбы был утверждён 2 июля 1821 года в звании кандидата прав и продолжил преподавательскую деятельность в Дерптском университете.
После внезапной смерти своей первой жены (урожд. фон Брюммер) в феврале 1822 года, он уехал в отпуск за границу до конца 1824 года, во время которого получил степень доктора при Тюбингенском университете за диссертацию «Об опеке по русскому праву».
По возвращении, 27 июня 1825 года был утверждён экстраординарным профессором по русскому праву. С августа 1826 года стал единственным преподавателем по всем отделам русского права при университете; 28 марта 1830 года был утверждён в звании ординарного профессора. В 1836 году под редакцией профессора Московского университета Ф. Л. Морошкина был издан учебник по истории русского законодательства «Опыт истории российских государственных и гражданских законов», который представлял собой русский перевод трудов Рейца, с немногими примечаниями издателя в конце. Эта книга в течение нескольких десятков лет оставалась единственным пособием при университетском изучении истории русского права.
С 1 мая 1831 года по 13 октября 1832 года Рейц по болезни (проявлявшей себя в значительной потере голоса) находился в отпуске за границей, где занялся изучением неизданных юридических памятников южных славян. В феврале 1840 года он по болезни ушёл из университета; тогда же, за свой труд о политическом быте Далмации в Средние века, Рейц был удостоен половинной Демидовской премии.
В 1851 году Рейц вновь поступил на службу и в течение трёх лет занимал должность помощника директора — инспектора классов в петербургском училище Правоведения. С 3 февраля 1854 года — вновь в отставке.
Умер 2 (14) июля 1862 года в родовом имении своей супруги в селе Хтины Гдовского уезда Санкт-Петербургской губернии (ныне — в Лядской волости Плюсского района Псковской области). Могила до настоящего времени не сохранилась.

## Семья
От своей второй супруги Марии Николаевны фон Рейц (урождённая Дирина) имел двух сыновей и одну дочь.
- Владимир (31.08.1833 — 19.03.1897)[4], генерал-лейтенант(1891)[5][6];
- Пётр Александрович (ок. 1837 — ?);
- Мария Александровна (17.10.1840 — 29.06.1902), жена контр-адмирала Сарычева Фёдора Васильевича[7].

Несмотря на то, что и супруга и дети были православные, Александр фон Рейц придерживался лютеранского вероисповедания.